# Veena Das

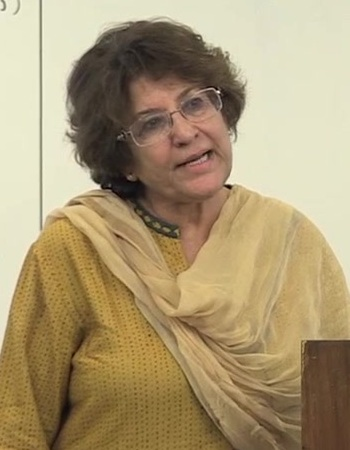
Veena Das

Veena Das (Hindi वीना दास; geboren 1945) ist eine indische Anthropologin und Professorin an der Johns Hopkins University in Baltimore, USA. Sie ist als Anthropologin bekannt für ihre Studien zur Anthropologie der Gewalt und zu sozialen Leiden.
Das wurden mehrere internationale Preise verliehen, darunter die Anders-Retzius-Medaille. Sie ist seit 1999 ausländisches Ehrenmitglied (Foreign Honorary Member) der American Academy of Arts and Sciences, seit 2019 der British Academy. Die University of Chicago verlieh ihr 2000 die Ehrendoktorwürde, die University of Durham 2018.

## Ausbildung und akademischer Werdegang
Veena Das wuchs unter schwierigen Umständen in Delhi auf, wo sie in der Delhi Public Library ihre Liebe für Literatur und Philosophie entwickelte. Sie studierte Sanskrit am Indraprastha College, wo sie ihr Studium 1964 abschloss. Danach wechselte sie zum Fach Soziologie, was sie an der Delhi School of Economics mit einem Masterabschluss und 1970 mit einem Doktortitel abschloss. Ihr Lehrer war M. N. Srivinas, der ihr im Studium große Freiheiten ließ, so dass sie schließlich ihre Liebe für die Anthropologie entdeckte. (In Indien gibt es keine Trennung zwischen Soziologie und Anthropologie.)
Von 1967 bis 2000 unterrichtete Veena Das an der Delhi School of Economics Anthropologie. Von 1997 bis 2000 unterrichtete sie außerdem auch an der New School for Social Research. Im Jahr 2000 wechselte sie an die Johns Hopkins University in Baltimore.

## Forschung
Veena Das forscht zu einer Reihe von Themen, darunter die Frage, wie man philosophische und literarische Traditionen aus Indien und anderen Regionen nutzen kann, um ein theoretisches und praktisches Verständnis der Welt zu erlangen. Ein weiterer Forschungsschwerpunkt sind Arbeiten über Gruppengewalt und städtische Transformationen. Das von ihr herausgegebene Buch Mirrors of Violence: Communities, Riots and Survivors in South Asia (Oxford University Press 1990) war eine der ersten Veröffentlichungen, die Gewaltfragen in der Anthropologie Südasiens adressierten.
Ihre letzten Veröffentlichungen sind Life and Words: Violence and the Descent into the Ordinary (2007) und Affliction: Health, Disease, Poverty (2015). Sie ist außerdem die Co-Herausgeberin der Bände The Ground Between: Anthropologists Engage Philosophy (2014), Living and Dying in the Contemporary World: A Compendium (2015) and Politics of the Urban Poor (in Vorbereitung).